# Brzozie (gmina)
Brzozie – gmina wiejska w Polsce położona w województwie kujawsko-pomorskim, w powiecie brodnickim. Siedzibą gminy jest Brzozie.
W latach 1975–1998 gmina administracyjnie należała do województwa toruńskiego.
Według danych z 30 czerwca 2004 gminę zamieszkiwało 3640 osób. Natomiast według danych z 31 grudnia 2017 roku gminę zamieszkiwało 3799 osób.

## Struktura powierzchni
Według danych z roku 2002 gmina Brzozie ma obszar 93,74 km², w tym:
- użytki rolne: 72%
- użytki leśne: 13%

Gmina stanowi 9,02% powierzchni powiatu.
Na terenie gminy znajduje się jezioro Janowskie.

## Demografia

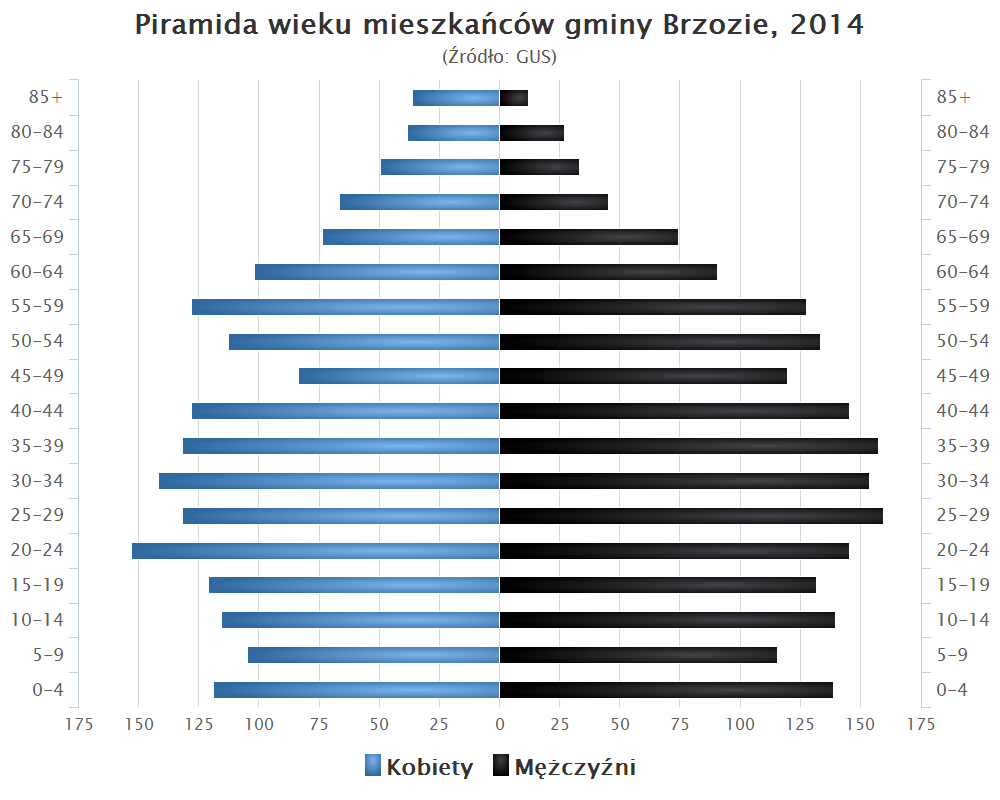
Piramida wieku mieszkańców gminy Brzozie w 2014 roku

Dane z 30 czerwca 2004:
| Opis                              | Ogółem | Ogółem | Kobiety | Kobiety | Mężczyźni | Mężczyźni |
| --------------------------------- | ------ | ------ | ------- | ------- | --------- | --------- |
| jednostka                         | osób   | %      | osób    | %       | osób      | %         |
| populacja                         | 3640   | 100    | 1754    | 48,2    | 1886      | 51,8      |
| gęstość zaludnienia (mieszk./km²) | 38,8   | 38,8   | 18,7    | 18,7    | 20,1      | 20,1      |

## Zabytki
Wykaz zarejestrowanych zabytków nieruchomych na terenie gminy:
- drewniany kościół parafii pod wezwaniem Wszystkich Świętych z 1826 roku w Brzoziu, nr 431 z 20.07.1983
- dwór z drugiej połowy XVIII w. w Kuligach, nr 465 z 18.01.1985 roku

## Sołectwa
Brzozie, Jajkowo, Janówko, Małe Leźno, Mały Głęboczek, Sugajno, Świecie, Trepki, Wielki Głęboczek, Wielkie Leźno, Zembrze.

## Pozostałe miejscowości
Augustowo, Długi Most, Kantyła, Kuligi, Pokrzywnia, Sośno Królewskie, Topiele.

## Sąsiednie gminy
Bartniczka, Brodnica, Grodziczno, Kurzętnik, Lidzbark, Zbiczno